# Aquarium Gdynia
Das Aquarium Gdynia (polnisch: Akwarium Gdyńskie) ist ein Museum im Hafen von Gdynia in Polen.

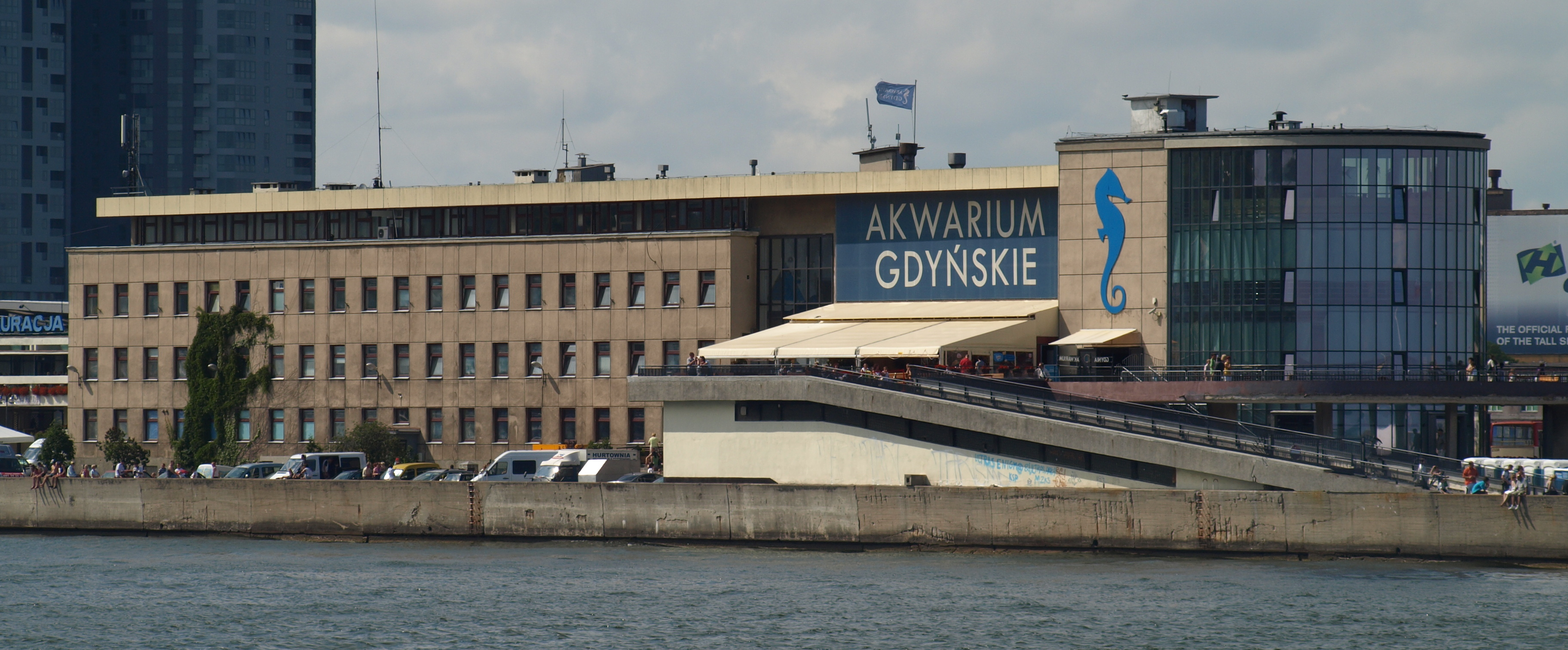
Ansicht des Aquarium Gdynia (2009)

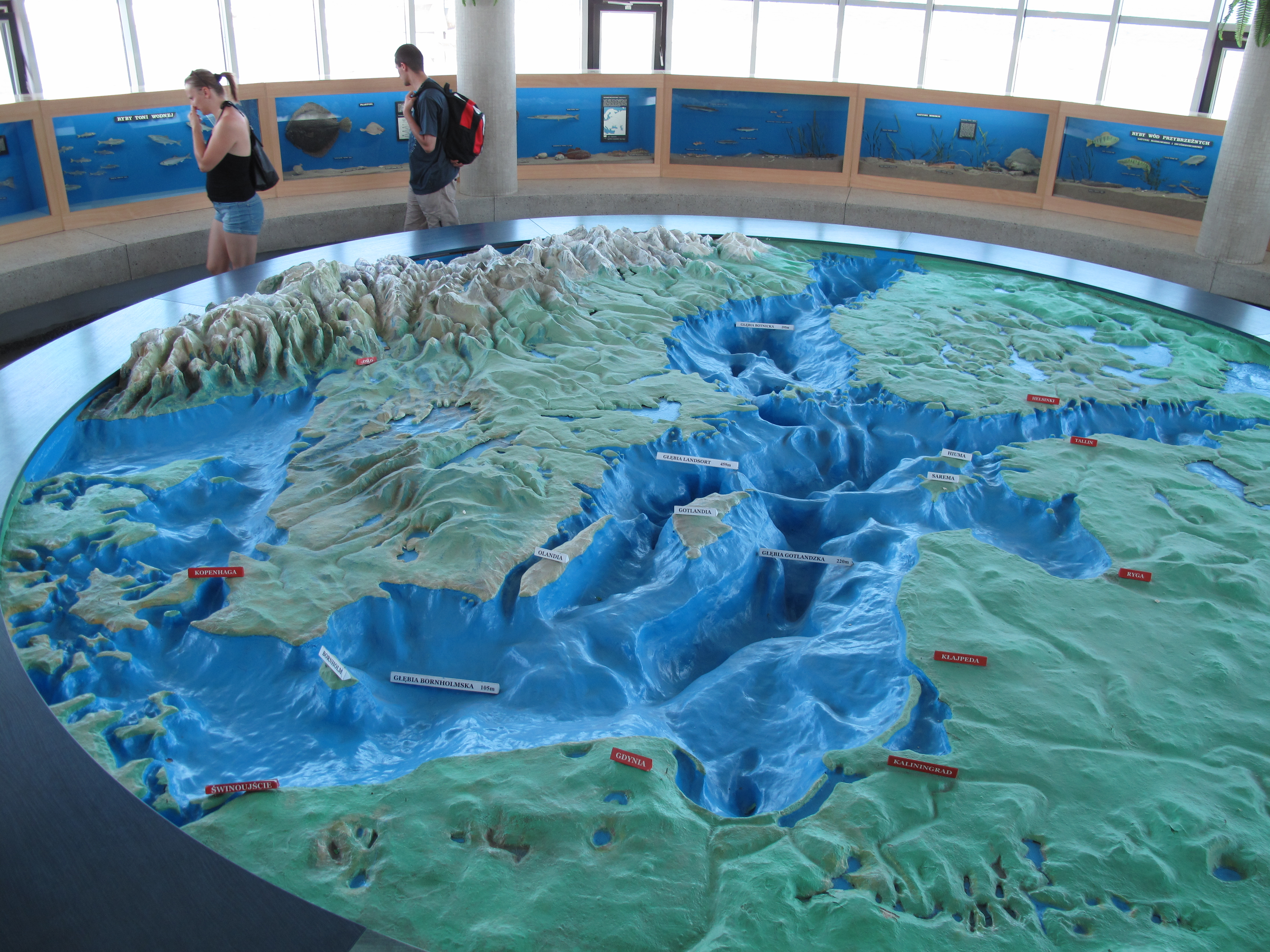
Darstellung des Ostseeraums und des Meeresbodens der Ostsee

## Geschichte
Das Museum am Yachthafen von Gdynia wurde am 21. Juni 1971 eröffnet und zählt heute zu den größten Aquarien Polens. Es entstand aus dem Institut für Fischereikunde (Morski Instytut Rybacki w Gdyni), der ältesten Meeresforschungseinrichtung in Polen. Bis zum Jahr 2003 firmierte das Museum als Muzeum Oceanograficzne i Akwarium Morskie. Im Jahr 2003 fanden umfangreiche Modernisierungsarbeiten statt, zudem wurde eine neue Glasfassade errichtet. Am 12. Mai 2003 wurde es als Aquarium Gdynia wiedereröffnet und erhielt 2005 den Status eines Zoologischen Gartens. Das Museum ist an den EU-Projekten 4 SEAS und Balticmuseums 2.0 beteiligt.

## Aquarien
Es werden vier große Lebensbereiche von Meeres- und Süßwasserlebewesen präsentiert: das Korallenriff, der Ozean, der Amazonas und die Ostsee. Bewohner dieser Ökosysteme werden auf einer Ausstellungsfläche von etwa 900 m² präsentiert, die sich über drei Etagen verteilt. Insgesamt werden 1.500 Exemplare von 250 Meeres- wie Süßwassertierarten – vor allem Fische, Korallen, Reptilien und wirbellose Tiere – in 68 Becken mit einem Fassungsvermögen von 200 bis 10.000 Litern präsentiert.

## Museumspädagogik
Die Museumspädagogik wurde 1998 gegründet, um die Besucher für Meeresbiologie, Meeresökologie sowie den Umweltschutz zu sensibilisieren. Seither nahmen zahlreiche Schüler der Dreistadt und aus ganz Polen an museumspädagogischen Angeboten teil; im Schuljahr 2007/2008 waren es 27.369 Schüler.
Die museumspädagogischen Angebote richten sich überwiegend an Kinder, Jugendliche, Studierende und feste Gruppen. Die Vermittlungsangebote sind unterschiedlich zugeschnitten: von Führungen über Multimedia- und Filmvorführungen, Werkstätten- und Laborbesuche bis hin zu Exkursionen auf die Ostsee mit einem Kutter. Auch der Rahmen für die Museumspädagogik wurde aufwändig gestaltet: In einem eigenen Kinosaal wird in Filmen die Meeresökologie der Ostsee vermittelt – von den Vogelarten an der polnischen Küste bis hin zu lokalen Haiarten. Im Biologie-Labor können sich Schüler dem wissenschaftlichen Arbeiten und Forschen nähern. Für die jüngsten Besucher wurde ein Vorschulsaal eingerichtet, der einen altersgerechten Zugang ermöglicht.